# Tessenberg (Gemeinde Heinfels)
Tessenberg ist eine Fraktion der Gemeinde Heinfels in Osttirol.

## Geographie
Die Seehöhe von Tessenberg beträgt 1340 m, die Gesamtfläche 589 Hektar, wobei 356 Hektar landwirtschaftlich und 224 Hektar forstwirtschaftlich genutzt werden. 9 Hektar sind Ödland.

## Geschichte
Der östlich von Heinfels liegende Ort wurde erstmals im Jahre 1266 als Tessenperch urkundlich erwähnt. Zwischen 1810 und 1813 gehörte Tessenberg zu Sillian, wurde aber mit der Gemeindeeinteilung von 1817 zur selbständigen Gemeinde. Tessenberg wurde 1939 mit Strassen vereint und war ab 1949 wieder selbständig. Seit 1974 ist Tessenberg mit dem deutlich größeren Panzendorf vereinigt, die zusammen die Gemeinde Heinfels bilden.

## Kultur und Sehenswürdigkeiten
- Katholische Pfarrkirche Tessenberg Hll. Johannes der Täufer und Johannes Evangelist